# Сканлон (город, Миннесота)
Сканлон (англ. Scanlon) — город в округе Карлтон, штат Миннесота, США. На площади 2,2 км² (2,2 км² — суша, водоёмов нет), согласно переписи 2002 года, проживают 838 человек. Плотность населения составляет 384,9 чел./км².
- Телефонный код города — 218
- Почтовый индекс — 55720
- FIPS-код города — 27-58936[1]
- GNIS-идентификатор — 0651273[2]